# サレル・ヴァン・デル・メルヴェ
サレル・ ダニエル・ファン・デル・メルヴェ（Sarel Daniel van der Merwe、1946年12月5日 - ）は、南アフリカ共和国のポート・エリザベス出身の元ラリー及びレーシングドライバー。

## 経歴
メルヴェはラリードライバーとしても活躍しており、南アフリカラリー選手権を11度に渡って制覇。IMSA GT選手権に1983年から参戦を開始し、国際レースでも活躍した。ル・マン24時間レースにも1984年より参戦しており、デヴィッド・ホッブスとフィリップ・ストレイフと組んで参戦初年度ながら3位入賞を果たすが、3回目の出場となった1986年はヨー・ガルトナー、高橋国光とコンビを組んで出場したが、メルヴェから交代したガルトナーは1周後クラッシュ。亡くなるアクシデントに見舞われてしまった。メルヴェはその後1990年まで毎年ル・マンに出場している他、引き続き南アフリカのラリーにも継続して参戦。ツーリングカーレースやNASCARにも出場するなど、2002年に引退するまで様々なレースで活躍した。
引退後はモータースポーツイベントを企画してスポンサーの宣伝なども行っている。